# 1742
Перша наукова революція •  Глухівський період в історії Гетьманщини •  Російська імперія

## Геополітична ситуація
Османську імперію очолює Махмуд I (до 1754). Під владою османського султана перебувають Близький Схід та Єгипет, Середземноморське узбережжя Північної Африки, частина Закавказзя, значні території в Європі: Греція, Болгарія і Сербія. Васалами османів є Волощина та Молдова.
Священна Римська імперія охоплює, крім німецьких земель, Угорщину з Хорватією, Трансильванію, Богемію, Північну Італію, Австрійські Нідерланди. Її імператор — Карл VII (до 1745), але на трон претендує також донька попереднього імператора Марія-Терезія. Король Пруссії є Фрідріх II (до 1786).
На передові позиції в Європі вийшла Франція, якою править Людовик XV (до 1774). Франція має колонії в Північній Америці та Індії. Король Іспанії — Філіп V з династії Бурбонів (до 1746). Королівству Іспанія належать південь Італії, Нова Іспанія, Нова Гранада та Віцекоролівство Перу в Америці, Філіппіни. Королем Португалії є Жуан V (до 1750). Португалія має володіння в Бразилії, в Африці, в Індії, в Індійському океані й Індонезії.
Північ Нідерландів займає Республіка Об'єднаних провінцій. Вона має колонії в Північній Америці, Індонезії, на Формозі та на Цейлоні. Великою Британією править Георг II (до 1760). Британія має колонії в Північній Америці, на Карибах та в Індії. Король Данії та Норвегії — Крістіан VI (до 1746), на шведському троні сидить Фредерік I (до 1751). На Апеннінському півострові незалежні Венеціанська республіка та Папська область. у Речі Посполитій королює Август III Фрідріх (до 1763). На троні Російської імперії сидить Єлизавета Петрівна (до 1761).
Україну розділено по Дніпру між Річчю Посполитою та Російською імперією. Управління Лівобережною Україною здійснює Правління гетьманського уряду. Нова Січ є пристановищем козаків. Існує Кримське ханство, якому підвладна Ногайська орда.
В Ірані при владі династія Афшаридів. Значними державами Індостану є Імперія Великих Моголів, Імперія Маратха. В Китаї править Династія Цін. У Японії триває період Едо.

## Події

### В Україні
- Кошовий отаман Війська Запорозького Семен Єремієвич.
- Помер Пилип Орлик.

### У світі
- Роберт Волпол подав у відставку з посад першого лорда скарбниці та канцлера скарбниці, тобто по суті прем'єр-міністра Великої Британії. Він отримав титул графа Орфорда за свої заслуги.
- 24 січня Карла Альбрехта, баварського курфюрста з династії Віттельсбахів обрано імператором Священної Римської імперії під іменем Карл VII. Він став першим з 1438 року імператором, котрий походив не з династії Габсбургів.
- 15 лютого війська Пруссії, Саксонії та Франції захопили місто Їглаву, після чого саксонці та французи оголосили виконаними свої зобов'язання перед Пруссією.
- 16 лютого прем'єр-міністром Великої Британії став Спенсер Комптон.
- Данія та Франція уклали договір про дружбу.
- 17 травня прусська армія перемогла австрійську в Чехії.
- 24 травня французька армія перемогла австрійців у Чехії.
- 11 червня Австрія підписала мир з Пруссією, поступившись Сілезією.
- 28 липня Австрія та Пруссія підписали Берлінський мир, який поклав кінець Першій сілезькій війні.
- 20 серпня 17 тисяч шведських вояків здалися росіянам поблизу Гельсінборга, що практично закінчило російсько-шведську війну.

### Наука та культура
- Після смерті Едмонда Галлея королівським астрономом Великої Британії став Джеймс Бредлі.
- Христіан Гольдбах у листі до Леонарда Ейлера сформулював гіпотезу Гольдбаха.
- Андерс Цельсій запропонував температурну шкалу, яка лежить в основі сучасної шкали Цельсія.
- 13 квітня у Дубліні (Ірландія) вперше публічно виконано «Месію» Георга Фредеріка Генделя.
- 28 травня в Лондоні відкрито перший у світі плавальний басейн у закритому приміщенні.
- Побачив світ роман Генрі Філдінга «Джозеф Ендрюс».
- Засновано Данську королівську академію наук.
- Засновано Університет Ерлангена.

## Народились
див. також Категорія:Народились 1742
- 14 серпня — Пій VII, папа римський (1800—1823)

## Померли
див. також Категорія:Померли 1742
- 25 січня — У Гринвічі біля Лондона у віці 85 років помер Едмонд Галлей, англійський астроном, геофізик і математик. Він першим теоретично розрахував орбіту однієї із найвідоміших комет, котра від 1682 року має його ім'я.
- 24 травня — Орлик Пилип — гетьман України
- Жіль-Марі Опенордт — французький художник, один із основоположників рококо.